# Benedek Gábor (öttusázó)
Benedek Gábor (Tiszafüred, 1927. március 23. –) olimpiai bajnok magyar öttusázó, vívó, edző. A magyar öttusasport első világbajnoka.

## Pályafutása
A Soproni katonai középiskola tanulója volt. Ott sajátította el az öttusa technikai sportágainak alapjait. A második világháborúban Lengyelországba vezényelték. Dániában esett hadifogságba. Később Koppenhágában liftesfiúként dolgozott, majd Svédországban próbált menedékjogot kapni, de onnan visszatoloncolták Dániába A háború után két év elteltével került haza.
1948-tól a Csepeli MTK vívója, egyúttal a Budapesti Honvéd öttusázója volt. Kiemelkedő eredményeket öttusában ért el. 1948-tól szerepelt a magyar válogatottban. Az 1952. évi helsinki olimpián csapatban arany-, egyéniben ezüstérmet szerzett. A magyar csapat ezzel – meglepetésre – a svéd öttusázók évtizedek óta tartó egyeduralmát törte meg. Az 1953. évi világbajnokságon egyéni aranyérmet nyert, ezzel ő lett a magyar öttusasport első világbajnoka. Az 1956. évi olimpia előtt a magyar sportolók olimpiai fogadalomtételén ő mondta az eskü szövegét. Az olimpiára történő utazás közben beválasztották az olimpiai csapat forradalmi bizottságába. A versenyen egyéniben és csapatban is pontszerző helyen végzett, de teljesítménye elmaradt a várakozásoktól.
Az olimpia alatt nem fogott kezet a szovjet versenyzőkkel. Hazatérése után elbocsátották állásából és szikvíz-készítő kisiparosként kellett megélnie. 1959-ben elindult egy párbajtőr versenyen. Az eseményről beszámoló újságcikkből tudta meg, hogy politikai okokból örökre eltiltották a további versenyzéstől.
1964-től a Budapesti Honvéd öttusaszakosztályának edzője lett. Tanítványa volt többek között az olimpiai bajnok Móna István és Török Ferenc is. 1967-ben a Testnevelési Főiskolán öttusa- és vívó szakedzői oklevelet szerzett. 1969-ben egyik gyermeke külföldi gyógykezelésre szorult. Ekkor elhagyta az országot és a Német Szövetségi Köztársaságban telepedett le. Szondy István segítségével Warendorfban kapott edzői állást. Részt vett a bonni öttusaközpont szervezésében, majd 1992-ben történt nyugalomba vonulásáig Warrendorfban vívómesterként tevékenykedett.
1990 után Tiszafüred díszpolgárává választották. Tiszteletére a tiszafüredi sportcsarnokot Benedek Gábor Városi Sportcsarnoknak nevezték el, valamint az arra érdemes, helyi sportolók elismerésére létrehozták a Benedek Gábor-díjat.

## Sporteredményei
Öttusában:
- olimpiai bajnok:
  - 1952, Helsinki: csapat (Kovácsi Aladár, Szondy István)
- olimpiai 2. helyezett
  - 1952, Helsinki: egyéni
- olimpiai 4. helyezett:
  - 1956, Melbourne: csapat (Bódy János, Moldrich Antal)
- olimpiai 6. helyezett
  - 1956, Melbourne: egyéni
- kétszeres világbajnok:
  - 1953, Rocas Santo Domingo: egyéni
  - 1954, Budapest: csapat (Szondy István, Tasnády Károly)
- világbajnoki 5. helyezett:
  - 1954, Budapest: egyéni
- ötszörös magyar bajnok:
  - csapat: (1949, 1951–1953, téli: 1951)

Párbajtőrvívásban:
- csapat: 1952

## Elismerései
- A Magyar Népköztársaság kiváló sportolója (1951)[4]
- A Magyar Népköztársaság Érdemes Sportolója (1954)[5]
- A magyar öttusa örökös bajnoka (1988)[6]
- Tiszafüred díszpolgára
- A Magyar Érdemrend tisztikeresztje (2017)[7]